# Lagaroceras pulchellum
Lagaroceras pulchellum är en tvåvingeart som beskrevs av Lamb 1917. Lagaroceras pulchellum ingår i släktet Lagaroceras och familjen fritflugor. Inga underarter finns listade i Catalogue of Life.